# تونی وارنر
تونی وارنر (انگلیسی: Tony Warner؛ زادهٔ ۱۱ مهٔ ۱۹۷۴) یک بازیکن فوتبال حرفه‌ای که در پست دروازه‌بان بازی می‌کرد.

از باشگاه‌هایی که در آن بازی کرده‌است می‌توان به باشگاه فوتبال کاردیف سیتی، باشگاه فوتبال سوئیندون تاون، باشگاه فوتبال ولینگتون فونیکس، باشگاه فوتبال لیورپول، باشگاه فوتبال هال سیتی، باشگاه فوتبال لیدز یونایتد، باشگاه فوتبال آبردین، باشگاه فوتبال بارنزلی، باشگاه فوتبال اسکانتورپ یونایتد، باشگاه فوتبال سلتیک، باشگاه فوتبال لستر سیتی، باشگاه فوتبال چارلتون اتلتیک، باشگاه فوتبال میلوال، باشگاه فوتبال فولام، و باشگاه فوتبال ترانمره راورز، باشگاه فوتبال نوریچ سیتی، باشگاه فوتبال بلکپول، باشگاه فوتبال آکرینگتون استنلی اشاره کرد.

وی همچنین در تیم ملی فوتبال ترینیداد و توباگو بازی کرده‌است.